# Scream Bloody Gore
Scream Bloody Gore – pierwszy studyjny album amerykańskiej grupy deathmetalowej Death. Wydany został w 1987 roku.
Utwory bonusowe znajdują się na wznowieniu albumu wydanym przez Century Media w 2000 roku. "Beyond the Unholy Grave" oraz "Land of no Return" to jedne z najstarszych utworów Death, powstałe jeszcze za czasów, gdy zespół nazywał się Mantas. Pojawiały się one na wielu taśmach demo z okresu wczesnych lat osiemdziesiątych. "Open Casket" oraz "Choke on it" to utwory, które opublikowane zostały dopiero na drugim albumie studyjnym grupy, czyli "Leprosy".

## Lista utworów
1. "Infernal Death" – 2:54
2. "Zombie Ritual" – 4:35
3. "Denial of Life" – 3:37
4. "Sacrificial" – 3:43
5. "Mutilation" – 3:30
6. "Regurgitated Guts" – 3:47
7. "Baptized in Blood" – 4:31
8. "Torn to Pieces" – 3:38
9. "Evil Dead" – 3:01
10. "Scream Bloody Gore" – 4:35

- Utwory bonusowe

1. "Beyond the Unholy Grave" – 3:08
2. "Land of No Return" – 3:00
3. "Open Casket" (wersja koncertowa)
4. "Choke on It" (wersja koncertowa)

## Twórcy
- Chuck Schuldiner - śpiew, gitara elektryczna, gitara basowa, muzyka
- John Hand - gitara elektryczna[4]
- Chris Reifert - perkusja
- Steve Sinclair - produkcja
- Ed Repka - ilustracje
- Randy Burns - produkcja